# Карпова, Ольга Вячеславовна
О́льга Вячесла́вовна Ка́рпова (Долманова) (род. 19 октября 1958, Москва) — советский и российский учёный в области молекулярной биологии и вирусологии, профессор.

## Биография
Родилась 19 октября 1958 года в Москве, в семье Вячеслава Ивановича Долманова (ответственного работника Управления делами Совета министров СССР) и Инги Федоровны Долмановой (Вараксиной) (доцента химического факультета МГУ имени М. В. Ломоносова). С отличием окончила биологический факультет МГУ имени М. В. Ломоносова (кафедру вирусологии) (1980), затем там же очную аспирантуру.
С 1986 года работает на кафедре вирусологи биологического факультета МГУ имени М. В. Ломоносова в должности: младшего научного сотрудника (1986—1989), научного сотрудника (1989—1993), старшего преподавателя (1993—2004), ведущего научного сотрудника (2004—2007), профессора (2007—2017). С 2017 года является заведующим кафедрой вирусологи биологического факультета МГУ.
Кандидат биологических наук (1986) Доктор биологических наук (2003), профессор (2013).

## Профессиональная деятельность
Является известным специалистом в области молекулярной вирусологии, создания инновационных биотехнологий на основе фитовирусов, разработки рекомбинантных вакцинных препаратов на основе структурно модифицированных вирусов растений против инфекций человека и животных. Результаты научной работы опубликованы в ведущих международных научных журналах с высоким рейтингом. Автор 17 российских и международных патентов, три из которых отмечены дипломом в номинации «100 лучших изобретений России».
Является одним и из ведущих профессоров биологического факультета МГУ и читает авторские лекционные курсы «Вирусология», «Частная вирусология», «Прионы», «Медицинская вирусология» для студентов биологического факультета МГУ. Под ее руководством защищены диссертационные работы на соискание степеней кандидатов и докторов биологических наук.

## Экспертная деятельность
Член экспертного совета РФФИ, эксперт РНФ и фонда Сколково.

## Награды
Премия правительства РФ в области науки и техники за инновационные технологии промышленного производства биопрепаратов в агропромышленном комплексе РФ (2016, в составе научного коллектива).
Почетная грамота Министерства образования и науки РФ (2005). Премия имени Д. А. Сабинина (2004). Государственная научная стипендия РФ (1996—1999). Премия Государственного комитета по образованию СССР (1988)

## Избранные публикации
- Atabekov, J.G., Rodionova, N.P., Karpova, O.V., Kozlovsky, S.V., and Poljakov V.Yu.. The movement protein-triggered in situ conversion of potato virus X virion RNA from a nontranslatable into a translatable form. Virology, 2000, 271, 259—263.

- Atabekov, J.G., Rodionova, N.P., Karpova, O.V., Kozlovsky, S.V., Novikov, V.K., and Arkhipenko, M.V. (2001) Translational activation of encapsidated potato virus X RNA by coat protein phosphorylation. Virology, 2001, 286, 466—474.

- Rodionova N.P., Karpova O.V., Kozlovsky S.V., Zayakina O.V., Arkhipenko M.V., Atabekov J.G. Linear remodeling of helical virus by movement protein binding. J. Mol. Biol., 2003, 565—572

- O.V. Karpova, O.V. Zayakina, M.V. Arkhipenko, E.V. Sheval, O.I. Kiselyova, V.Yu. Polyakov, I.V. Yaminsky, N.P. Rodionova and J.G. Atabekov (2006) Potato virus X RNA-mediated assembly of single-tailed ternary "coat protein-RNA-movement protein « complexes. J. Gen. Virol. 87, P. 2731—2740.

- Atabekov J., Dobrov E., Karpova O., Rodionova N.P. Potato virus X: structure, disassembly and reconstitution. Mol. Plant Pathol., 2007, 8(5), 667—675

- Zayakina O.V., Arkhipenko M.V., Kozlovsky S.V., Nikitin N.A., Smirnov A.V., Susi P., Rodionova N.P., Karpova O.V. and Atabekov J.G. Mutagenic analysis of Potato Virus X movement protein (TGBp1) and the coat protein (CP): in vitro TGBp1-CP binding and viral RNA translation activation. Molecular Plant Pathology, 2008, 9 (1) , 37-44.

- Ivanov P.A., Mukhamedzhanova A.A., Smirnov A.A., Rodionova N.P., Karpova O.V., Atabekov J.G. (2011) The complete nucleotide sequence of Alternanthera mosaic virus infecting Portulaca grandiflora represents a new strain distinct from phlox isolates. Virus Genes. 42, 268—271

- Atabekov J., Nikitin N., Arkhipenko M., Chirkov S., Karpova O. (2011) Thermal transition of native tobacco mosaic virus and RNA-free viral proteins into spherical nanoparticles. Journal of General Virology 92, 453—456 (cover article). PMID 20980527. doi:10.1099/vir.0.024356-0.

- Karpova O., Nikitin N., Chirkov S., Trifonova E., Sheveleva A., Lazareva E., Atabekov J. (2012) Immunogenic compositions assembled from tobacco mosaic virus-generated spherical particle platforms and foreign antigens. Journal of General Virology 93, 400—407. PMID 22049093. doi:10.1099/vir.0.036293-0.

- Dobrov E., Nikitin N., Trifonova E., Parshina E., Makarov V., Maksimov G., Karpova O., Atabekov J. (2014) β-structure of the coat protein subunits in spherical particles generated by tobacco mosaic virus thermal denaturation. Journal of Biomolecular Structure and Dynamics 32(5), 701—708. PMID 24404770. doi:10.1080/07391102.2013.788983.

- Nikitin N., Trifonova E., Karpova O., Atabekov J. (2013) Examination of biologically active nanocomplexes by Nanoparticle Tracking Analysis. Microscopy and Microanalysis 19(4), 808—813. FirstView Article. PMID 23659679. doi:10.1017/S1431927613000597.

- Trifonova E., Nikitin N., Gmyl A., Lazareva E., Karpova O., Atabekov J. (2014) Complexes assembled from TMV-derived spherical particles and entire virions of heterogeneous nature. Journal of Biomolecular Structure and Dynamics 32 (8), 1193—1201. PMID 24099636. doi:10.1080/07391102.2013.816868.

- Petrova E.K., Nikitin N.A., Protopopova A.D., Arkhipenko M.V., Yaminsky I.V., Karpova O.V., Atabekov J.G. (2013) The role of the 5'-cap structure in viral ribonucleoproteins assembly from Potato Virus X coat protein and RNAs. Biochimie 95, 2415—2422. PMID 24036171. doi:10.1016/j.biochi.2013.09.004.

- Nikitin N., Petrova E., Trifonova E., Karpova O. (2014) Influenza virus aerosols in the air and their infectiousness. Advances in virology 2014, 1-6. PMID 25197278. doi:10.1155/2014/859090.

- Petrova E.K., Nikitin N.A., Trifonova E.A., Protopopova A.D., Karpova O.V., Atabekov J.G. (2015) The 5'-proximal region of Potato virus X RNA involves the potential cap-dependent „conformational element“ for encapsidation. Biochimie 115, 116—119. doi:10.1016/j.biochi.2015.05.012.

- Nikitin N., Trifonova E., Evtushenko E., Kirpichnikov M., Atabekov J., Karpova O. (2015) Comparative study of non-enveloped icosahedral viruses size. PLoS ONE 10(11): e0142415. PMID 26545232. doi:10.1371/journal.pone.0142415.

- Petrova E.K., Dmitrieva A.A., Trifonova E.A., Nikitin N.A., Karpova O.V. (2016) The key role of rubella virus glycoproteins in the formation of immune response, and perspectives on their use in the development of new recombinant vaccines. Vaccine 34, 1006—1011. PMID 26776468. doi:10.1016/j.vaccine.2016.01.010.

- Nikitin N., Ksenofontov A., Trifonova E., Arkhipenko M., Petrova E., Kondakova O., Kirpichnikov M., Atabekov J., Dobrov E., Karpova O. (2016) Thermal conversion of filamentous potato virus X into spherical particles with different properties from virions. FEBS Letters 590(10), 1543—1551. PMID 27098711. doi:10.1002/1873-3468.12184.

- Trifonova E.A., Zenin V.A., Nikitin N.A., Yurkova M.S., Ryabchevskaya E.M., Putlyaev E.V., Donchenko E.K., Kondakova O.A., Fedorov A.N., Atabekov J.G., Karpova O.V. (2017) Study of rubella candidate vaccine based on a structurally modified plant virus. Antiviral Research 144, 27-33. PMID 28511994. doi:10.1016/j.antiviral.2017.05.006.

- Nikitin N.A., Zenin V.A., Trifonova E.A., Ryabchevskaya E.M., Kondakova O.A., Fedorov A.N., Atabekov J.G., Karpova O.V. (2018) Assessment of structurally modified plant virus as a novel adjuvant in toxicity studies. Regulatory Toxicology and Pharmacology 97, 127—133. doi:10.1016/j.yrtph.2018.06.010.

- Nikitin N.A., Matveeva I.N., Trifonova E.A., Puhova N.M., Samuylenko A.Ya, Gryn S.A., Atabekov J.G., Karpova O.V. (2018) Spherical particles derived from TMV virions enhance the protective properties of the rabies vaccine. Data in Brief 21, 742—745. doi:10.1016/j.dib.2018.10.030.

- Tcherniega N.V., Bunkin A.F., Pershin S.M., Donchenko E.K., Karpova O.V., Kudryavtseva A.D., Lednev V.N., Mironova T.V., Shevchenko M.A., Strokov and Zemskov M.A.K.I (2018) Laser excitation of gigahertz vibrations in Cauliflower mosaic viruses suspension. Laser Physics Letters 15(9), 095603-095603.

- Kondakova O.A., Nikitin N.A., Evtushenko E.A., Ryabchevskaya E.M., Atabekov J.G., Karpova O.V. (2019) Vaccines against anthrax based on recombinant protective antigen: problems and solutions. Expert Review of Vaccines 18(8), 813—828. doi:10.1080/14760584.2019.1643242.

- Ksenofontov A.L., Fedorova N.V., Badun G.A., Serebryakova M.V., Nikitin N.A., Evtushenko E.A., Chernysheva M.G., Bogacheva E.N., Dobrov E.N., Baratova L.A., Atabekov J.G., Karpova O.V. (2019) Surface characterization of the thermal remodeling helical plant virus. PLoS ONE 14(5), e0216905. doi:10.1371/journal.pone.0216905.

- Ryabchevskaya E.M., E.A. Evtushenko, Granovskiy D.L., Ivanov P.A., Atabekov J.G., Kondakova O.A., Nikitin N.A. and Karpova O.V. (2020) Two approaches for the stabilization of bacillus anthracis recombinant protective antigen. Human Vaccines & Immunotherapeutics. doi:10.1080/21645515.2020.1772632.

- Evtushenko E.A., Ryabchevskaya E.M., Nikitin N.A., Atabekov J.G. & Karpova O.V. (2020) Plant virus particles with various shapes as potential adjuvants. Scientific Reports. doi:10.1038/s41598-020-67023-4.